# Groupe Laurus
Pour les articles homonymes, voir Laurus (homonymie).
Pour les articles homonymes, voir Coop.
Le groupe Super de Boer NV (anciennement groupe Laurus) est un groupe de distribution néerlandais, détenu à 45 % par le groupe français Casino.
Laurus, est le numéro deux néerlandais de la distribution.

## Historique
- 1925 – 1932 : ouverture de plusieurs épiceries par les frères Evert et Jan De Boer
- 1970 : les deux chaînes De Boer fusionnent.
- 1998 : création du groupe Laurus par la fusion de De Boer / Unigro et Vendex Foodgroup (société mère de Edah)
- 2001 : un grand nombre de magasins est vendu et une partie est fermée. Le groupe Casino entre dans le capital de Laurus.
150 magasins Konmar ou Edah prennent le nom de Super de Boer. La SPAR est vendue. Des centaines de licenciements ont lieu[1].
- 2003 : 360 licenciements ont lieu[2]. Vente aux Supermarchés GB de 20 magasins Battard et Central Cash en Belgique[3].
- 2004 : 1300 personnes sont licenciées.
- 2006 : sous la pression des banques le groupe Laurus (Edah et Konmar) ferme ou cède 50 magasins, et réduisent le nombre à 310 sous le nom de Super de Boer[4]

Les magasins Edah racheté par le consortium Sligro et Sperwer prennent le nom de Golff, Plus ou Coop. 

Les magasins Konmar prennent le nom de Jumbo (12 magasins), Albert Heijn (23 magasins, achetés par Ahold) et C1000 (6 magasins, achetés par Ahold filiale Schuitema). 

- 2008 : afin de rompre avec le passé, l’entreprise prend le nom de 'Super de Boer NV et qui exploite un peu plus de 300 magasins.

## Filiales et enseignes
La chaîne a possédé de plus de 2200 supermarchés dont :

- 1100 aux Pays-Bas
  - Edah
  - Konmar
  - Super de Boer
  - Green Woudt
  - Belle & Low,
  - Milo,
  - Mitra,
  - New Weme
  - Animaux domestiques Place,
  - Spar,
  - La Via
- 350 en Belgique
  - Battard,
  - Central Cash,
  - SPAR
  - Eurospar
- 750 en Espagne